# Vũ Đức Anh
Vũ Đức Anh (* 6. Februar 1998) ist ein vietnamesischer Leichtathlet, der sich auf den Hochsprung spezialisiert hat.

## Sportliche Laufbahn
Erste internationale Erfahrungen sammelte Vũ Đức Anh im Jahr 2016, als er bei den Juniorenasienmeisterschaften in der Ho-Chi-Minh-Stadt mit übersprungenen 2,04 m den siebten Platz belegte. Im Jahr darauf nahm er erstmals an den Südostasienspielen in Kuala Lumpur teil und erreichte dort mit 2,18 m Rang vier. 2019 wurde er dann bei den Südostasienspielen in Capas mit einer Höhe von 2,12 m Fünfter und 2022 gewann er bei den Südostasienspielen in Hanoi mit 2,18 m die Bronzemedaille hinter dem Thailänder Kobsit Sittichai und Nauraj Singh Randhawa aus Malaysia. Im Jahr darauf musste er sich bei den Südostasienspielen in Phnom Penh mit 2,17 m nur dem Thailänder Tawan Kaewkam geschlagen geben.
In den Jahren 2017 und von 2019 bis 2021 wurde Vũ vietnamesischer Meister im Hochsprung.

## Persönliche Bestleistungen
- Hochsprung (Freiluft): 2,23 m, 30. November 2018 in Hanoi